# Gutmensch
Gutmensch ist eine Bezeichnung, die häufig als ironisch oder verachtend gemeinte Verunglimpfung genutzt wird. Im Jahr 2015 wurde „Gutmensch“ zum Unwort des Jahres gewählt.
Es wird damit jemand bezeichnet, der naiv an das Gute glaubt. Ihnen wird aus Sicht der Wortverwender ein übertriebener Wunsch des „Gut-sein“-Wollens in Verbindung mit einem moralisierenden und missionierenden Verhalten und einer dogmatischen, andere Ansichten nicht zulassenden Vorstellung des Guten unterstellt.

## Allgemeines
Benutzer des Begriffs unterstellen Personen oder Personengruppen mit betont moralischer Grundhaltung ein fehlgeleitetes beziehungsweise zweifelhaftes Verhalten. Nach Siegfried Jäger wird er seit den 1980er Jahren als abschätzige Bezeichnung für Personen verwendet, „die humanistische, altruistische, auch religiös-mitmenschliche Lebensziele und Argumente höher einschätzen als utilitaristische und ihr Handeln, ihre Politik, ihr Leben danach ausrichten“.
Gutmensch wird seit Mitte der 1990er Jahre auch seitens konservativer und rechtsgerichteter Kreise mit dem Begriff „Politische Korrektheit“ verbunden und als Anklage verstanden. Im öffentlichen Sprachgebrauch dient er durchweg als eine negativ konnotierte Fremdbezeichnung. Eine „liebevolle“ Verwendung findet sich zumeist nur in persönlichen Gesprächen, etwa für „das Herz am rechten Fleck haben“, großzügiges Verhalten oder für „übertriebenen“ Altruismus.
Der Duden, der den Begriff 2000 aufnahm, definiert „Gutmensch“ als „jemand, der sich (in einer als unkritisch oder übertrieben empfundenen Weise) empathisch und tolerant verhält, sich für Political Correctness u. Ä. einsetzt“.

## Herkunft und Verwendung
Nach Rembert Hüser entstand Gutmensch als eine „Witzelei“ der „89-Generation“-Feuilletonisten und Autoren wie Matthias Horx und Klaus Bittermann, die „Anti-68er-Lexika“ in der Tradition von Eckhard Henscheids Dummdeutsch-Wörterbuch verfassten. Diese Wörterbücher – eine Mischung aus Bekenntnis- und Unterhaltungsliteratur – unterscheiden nicht zwischen Worterklärung und Wortgebrauch. Im Nachwort seines Wörterbuchs des Gutmenschen schreibt Bittermann:

„Am Ende seiner gegen den ‚Versöhnungsterror der bundesrepublikanischen Provinz‘ gerichteten Glossen […] schrieb Karl Heinz Bohrer Anfang 92: ‚Vielleicht wäre es am besten, der Merkur legte in Zukunft ein kleines Wörterbuch des Gutmenschen an. Dahinein gehörten die Mauer im Kopf einreißen oder Streitkultur oder eigensinnig oder Querdenker.‘ Darauf haben wir mit Spannung, aber leider vergeblich gewartet. Die Situation wurde seither nicht besser, so dass wir uns gezwungen sahen, das Projekt selbst in Angriff zu nehmen.“

Seit Mitte der 1990er-Jahre etablierte sich der Begriff in politischen und ideologischen Debatten und wird oft zusammen mit „Politische Korrektheit“ verwendet, um den politischen Gegner und seine Ansichten als moralisierend zu kritisieren.
Der Herausgeber des Merkur, Kurt Scheel, stellte die Behauptung auf, den Begriff in diesem Sinne als Erster verwendet zu haben. Das Wort galt in den Feuilletons als modischer „latest critical chic“. Politische Korrektheit wurde zuweilen, etwa von Klaus Bittermann, „Gutmenschensprache“, „Betroffenheitssprache“, „Gesinnungskitsch“, „Gesinnungssprache“ und „Plapperjargon“ genannt.
Nach einer häufig geäußerten Auffassung wurde der Begriff von Friedrich Nietzsche geprägt. In Nietzsches Werk finden sich zahlreiche verächtliche Äußerungen über den „guten Menschen“ sowie der gesamte, theoretische Überbau zum Themenkomplex, nicht jedoch die Vokabel Gutmensch. Die Gesellschaft für deutsche Sprache gibt als erste ihr bekannte Fundstelle des Begriffes eine Ausgabe des englischsprachigen Forbes Magazine aus dem Jahr 1985 an, in der Franz Steinkühler, damals zweiter Vorsitzender der IG Metall, so bezeichnet wurde.
2006 behauptete der Deutsche Journalisten-Verband (DJV), die Herkunft des Begriffes liege in der Zeit des Nationalsozialismus, und verwies auf eine vom DJV geplante Sprachfibel, die Journalisten zum sensiblen Umgang mit dem Arbeitswerkzeug Sprache anleiten und die zukünftig in Zusammenarbeit mit Sprachforschern des Duisburger Instituts für Sprach- und Sozialforschung erstellt werden solle. Laut dem vorab veröffentlichten Sprachbeispiel der geplanten Fibel des DJV soll die Bezeichnung Gutmensch bereits für die Anhänger von Kardinal Graf von Galen verwendet worden sein, die gegen die Ermordung Behinderter durch die Nationalsozialisten auftraten. Der DJV verweist auf Adolf Hitler, der in seinen Reden und seinem Buch Mein Kampf die Vorsilbe gut wiederholt in abwertendem Zusammenhang verwendet hatte. So waren für ihn gutmeinende und gutmütige Menschen diejenigen, die den Feinden des deutschen Volkes in die Hände spielten. Das Duisburger Institut für Sprach- und Sozialforschung widersprach der Behauptung, das Wort Gutmensch sei im nationalsozialistischen Sprachgebrauch verwendet worden, später ausdrücklich. Entsprechenden Behauptungen sei man nachgegangen, diese hätten sich aber als haltlos erwiesen.
Matthias Heine (Die Welt) verweist auf den 1791 in Pressburg geborenen Pädagogen Christian Oeser, der den Begriff erfunden habe. In seinem 1859 veröffentlichten Buch Briefe an eine Jungfrau über die Hauptgegenstände der Ästhetik heißt es über besonders naiv Gutmeinende: „Wird nicht ein solch unberatener Gutmensch für seine unbedingte Menschenliebe verlacht, für einen Thoren von der ganzen Welt gehalten werden und ein Opfer seiner Schwäche sein?“
Der Begriff und die Problematik des „guten Menschen“ wurden im 20. Jahrhundert aber auch in nicht abwertender Weise literarisch verarbeitet, so in Bertolt Brechts Theaterstück Der gute Mensch von Sezuan: Die Protagonistin „Shen Te“ versucht darin gutherzig und selbstlos zu handeln, wird aber gnadenlos ausgenutzt und erfindet dann ihr Alter Ego „Shui Ta“.
Begriffe mit ähnlichem Inhalt und ähnlicher Verwendungsgeschichte sind auch in anderen Sprachen Teil des alltäglichen politischen Diskurses, zum Beispiel italienisch buonismo für „Bonismus, Guttuerei, Gutmenschentum“. Weitere Bezeichnungen mit ähnlicher Bedeutung sind das in China politisch-weltanschaulich verwendete Spottwort Baizuo oder das im englischen Sprachraum meist abwertend verwendete Virtue signalling.

## Verwendung in der politischen Diskussion
Mit unterschiedlicher Absicht und Häufigkeit wird der Begriff im gesamten politischen Spektrum verwendet; als ideologisch besetzter Kampfbegriff in der Auseinandersetzung mit (tatsächlichen und vermeintlichen) Vertretern einer „politischen Korrektheit“ aber vorwiegend im konservativen, rechtspopulistischen und rechtsextremen Bereich.

### Verwendung innerhalb gesellschaftskritischer Kreise
Sich als gesellschaftskritisch verstehende Akteure üben mitunter ironische Kritik an vermeintlichen Mitstreitern, die die Gesellschaft kritisieren, ohne sich selbst den vertretenen Ansprüchen zu stellen. So wertet Gutmensch etwa eine Kritik am Rassismus als rein symbolisch, wenn das eigene rassistische Verhalten nicht reflektiert wird. Diese Kritik bedeutet, dass politische Äußerungen, die keine Konsequenzen verlangen, dem Sprecher allein dazu dienen, in einem „guten Licht“ dazustehen. Kritisiert werden dabei besonders Sonntagsreden von Politikern, wenn diese sich als Fürsprecher von „Opfern“ ausgeben. Dagegen wird von Betroffenen auch eine Festschreibung in einer Opferrolle entschieden zurückgewiesen.
Ein besonderes Beispiel ist der gutmeinende „Fremdenfreund“, der aufgrund des humanitaristischen Grundsatzes davon ausgeht, dass alle Menschen gleich sind, ihm fremden Menschen jedoch „eigene Bedürfnisse, ethische oder moralische Vorstellungen und Ziele“ oktroyiert (Sabine Forschner).
Der für seine Nähe zu rechtsliberalen und rechtspopulistischen Medien bekannte Kommunikationswissenschaftler Norbert Bolz (TU Berlin) unterstellte 2014 im Deutschlandfunk dem Gutmenschen eine Rhetorik der Political Correctness, die sich aus politischem Moralismus, Sprachhygiene und -tabus zusammensetzen würde und eine Art puritanischer lustfeindlicher Haltung hätte.

### Verwendung in der politischen Rhetorik
Häufiger benutzt die politische Rechte den Begriff, um den politischen Gegner zu diskreditieren: Indem sie „linke“ Ideale als „Gutmenschentum“ abwertet, unterstreicht sie den Anspruch, selbst realistisch und auf der Sachebene zu argumentieren, während den als Gutmenschen Bezeichneten damit Realitätsverlust, mangelndes Reflexionsvermögen, ein unrealistisch hoher moralischer Anspruch oder utopische Vorstellungen unterstellt werden. Die so Angegriffenen sehen darin einen rhetorischen Kunstgriff, der ihre Bestrebungen nach Humanität, Solidarität und sozialer Gerechtigkeit ins Lächerliche ziehen soll. Die Einordnung des Gegenübers als „Gutmensch“ ziehe die Diskussion auf eine persönliche (argumentum ad hominem = „ad personam“) und emotionale Ebene, um so einer inhaltlichen Auseinandersetzung auszuweichen.
Sehr häufig wird der Begriff aber als aggressive Abwehrstrategie gegenüber Kritik an den eigenen Positionen verwendet. Kritik an (tatsächlichen oder vermeintlichen) rassistischen, homophoben, antisemitischen (und zunehmend auch antiislamischen) oder sexistischen Tabuverletzungen soll durch die Abwertung der Person mittels dieser rhetorischen Strategie entkräftet werden.

### Zur Strategie der Moralisierung
Politische Machtfragen erhalten durch die Verwendung des Begriffes „Gutmensch“ eine moralisch polarisierende Form, die dazu geeignet ist, die Achtung vor dem politischen Gegner zu mindern und ihn zu diskreditieren. In der politischen Rhetorik gibt es Strategien, politische Fragen entweder auf der Sachebene oder auf einer moralischen Ebene zu verhandeln. Fremdzuschreibungen des politischen Gegners durch Stigmatisierungen wie „pc“ (für engl. political correctness) oder „Gutmensch“ moralisieren die Kommunikation. Damit ist die Position des politischen Gegners diskreditiert, und er ist gezwungen, sich auf die eine oder andere Seite zu stellen, wenn er sein Ansehen nicht (weiter) verlieren will. Besonders offensichtlich wird diese Strategie, wo es (tatsächliche oder auch nur behauptete) Tabus gibt. Die Kunst der Rhetorik besteht dabei darin, mit stigmatisierenden Begriffen wie „Gutmensch“ oder „Moralkeule“ den politischen Gegner in der Auseinandersetzung in Situationen zu bringen, in denen die Alternative lautet: „meine Ansicht oder die tabuisierte“. Diese Rhetorik erweist sich oft als sehr wirkungsvoll, da hier nur unter schwierigen Umständen über Sachfragen analytisch gesprochen werden kann. Auf diesen Zusammenhang verweist der Sprachwissenschaftler Clemens Knobloch (Universität Siegen). (siehe auch Unwort)

### Verwendung als „ideologischer Code“
Laut einer von der Politologin Katrin Auer in der Österreichischen Zeitschrift für Politikwissenschaft (ÖZP) publizierten diskursanalytischen Studie werden unter der Chiffre „pc“ (für engl. political correctness), für deren Aufkommen häufig „Gutmenschen“ verantwortlich gemacht würden, speziell in der politischen Rechten Themen benannt, über die man nicht mehr laut und öffentlich reden könne, ohne dem „Terror der Gutmenschen“ zum Opfer zu fallen. Die so ausgemachten „Gutmenschen“ würden dabei bildhaft oft keulenschwingend dargestellt. Die Rede sei von „Moralkeule“, „Rassismuskeule“, „Faschismuskeule“, „Auschwitzkeule“ und ähnlichem. So werde eine Feindbild- und eine Tabusituation geschaffen, in der insbesondere frauenfeindliche, rassistische und antisemitische Äußerungen als rebellisch und tabubrechend erscheinen. Der Begriff „Gutmensch“ wirke hier als Code, um in diesem Denkmuster sprechen zu können und verstanden zu werden, ohne die eigene Gesinnung deutlich formulieren zu müssen. Ein bekanntes Beispiel sei es, in antisemitischen Reden das Wort „Jude“ durch das Wort „Gutmensch“ zu ersetzen. Zuhörer, die sich gar nicht als Antisemiten verstünden, könnten diesen Reden bedenkenloser zustimmen.

## Weitere Verwendungen

### Bis zum 20. Jahrhundert
„Gutmenschen“ (Bonhommes, boni homines) war eine Bezeichnung für die Angehörigen der mittelalterlichen häretischen Bewegungen, die auch als Katharer und Albigenser bezeichnet wurden und sich selbst veri christiani, „wahre Christen“, nannten. Im Französischen gibt es den Ausdruck bonhomme (wörtlich: guter Mensch oder guter Mann), der den so bezeichneten Personen moralische Qualitäten zuspricht, aber im Allgemeinen – ähnlich wie eng. gentleman – ein höfliches Wort für „Person“ ist und mit „guter Kerl“ übersetzt werden kann, mit dem kein Spott oder Kritik verbunden ist, wiewohl der Ausdruck gleichfalls als Äquivalent des deutschen Trottels genutzt wird. In spöttischer Absicht hingegen wurde der französische Begriff etwa von Karl Marx verwendet, der sich gelegentlich polemisch mit dem Ausdruck „Jacques le bonhomme“ auf Max Stirner bezog. Als „Gutmann und Gutweib“ überschrieb bereits Goethe eine seiner Balladen.

### Harald Martenstein
Der Journalist und Autor Harald Martenstein definierte den Terminus „Gutmensch“ neu, nachdem er sich in seinen Publikationen immer wieder mit dem Phänomen Shitstorm auseinandergesetzt hatte, und schlug 2015 vor, mit diesem Ausdruck einen Typus von aggressiv selbstgerechtem Zeitgenossen zu bezeichnen, der „glaubt, dass er, im Kampf für das, was er für ‚das Gute‘ hält, von jeder zwischenmenschlichen Rücksicht und jeder zivilisatorischen Regel entpflichtet sei. Beleidigungen, Demütigungen und sogar Gewalt sind erlaubt.“ Bereits nach der Vorankündigung des Artikels hielt Matthias Heine Martenstein in der Zeitung Die Welt vor, dass das Wort „durch übermäßigen Gebrauch der falschen Leute […] unbrauchbar gemacht worden“ sei und dass „kein zurechnungsfähiger Mensch“ es mehr benutzen könne. Ein Jahr zuvor hatte Akif Pirinçci in seiner Polemik Deutschland von Sinnen: Der irre Kult um Frauen, Homosexuelle und Zuwanderer Martenstein seinerseits als „Gutmenschen“ tituliert, während dieser den Ausdruck, etwa zeitgleich, in seinem Buch Die neuen Leiden des alten M. polemisch verteidigt hatte: „Gutsein ist, wie alles, eine Frage der Dosis, wenn man es übertreibt, wird es totalitär.“

## Wortmarke der Band Die Toten Hosen
Der Manager der Band Die Toten Hosen Patrick Orth ließ im Jahr 2014 die Wortmarke Gutmensch beim Deutschen Patent- und Markenamt in München schützen. Die Band verkauft T-Shirts mit dem Aufdruck „Gutmensch – No one likes us. We don’t care!“, wobei 10 Euro pro Shirt der Opferberatungsstelle RAA Sachsen zugutekommt.

## Unwort des Jahres
Durch die Sprachkritische Aktion Unwort des Jahres in Deutschland erhielt das Wort 2011 den zweiten und 2015 den ersten Platz als Unwort des Jahres. Dies begründete die Jury 2011 folgendermaßen:

„Mit dem Ausdruck Gutmensch wird insbesondere in Internet-Foren das ethische Ideal des ‚guten Menschen‘ in hämischer Weise aufgegriffen, um Andersdenkende pauschal und ohne Ansehung ihrer Argumente zu diffamieren und als naiv abzuqualifizieren. Ähnlich wie der meist ebenfalls in diffamierender Absicht gebrauchte Ausdruck Wutbürger widerspricht der abwertend verwendete Ausdruck Gutmensch Grundprinzipien der Demokratie, zu denen die notwendige Orientierung politischen Handelns an ethischen Prinzipien und das Ideal der Aushandlung gemeinsamer gesellschaftlicher Wertorientierungen in rationaler Diskussion gehören. Der Ausdruck wird zwar schon seit 20 Jahren in der hier gerügten Weise benutzt. Im Jahr 2011 ist er aber in unterschiedlichen gesellschaftspolitischen Kontexten einflussreich geworden und hat somit sein Diffamierungspotential als „Kampfbegriff gegen Andersdenkende“ verstärkt entfaltet.“

Im Jahr 2015 lautete die Begründung, dass im Zusammenhang mit dem Flüchtlingsthema insbesondere auch diejenigen beschimpft würden, die sich ehrenamtlich in der Flüchtlingshilfe oder gegen flüchtlingsfeindliche Angriffe in der Bundesrepublik Deutschland einsetzen. Die Wahl war beeinflusst durch das Flüchtlingsthema 2015. „Gutmensch“ wurde gewählt, weil der Begriff Hilfsbereitschaft pauschal als naiv, dumm und weltfremd diffamiere. Die Kritik richte sich nicht nur gegen Rechtspopulisten, sondern auch gegen Journalisten der Leitmedien, die das Wort „Gutmensch“ gebrauchen würden.